# Invincible Steel Man Daitarn 3
The Unchallengeable Daitarn 3 (яп. 無敵鋼人ダイターン3 Мутэки Кодзин Дайтан 3, Непобедимый стальной человек Дайтарн 3) — японский аниме-сериал, созданный студией Nippon Sunrise. Транслировался по телеканалу Nagoya TV с 3 июня 1978 года по 31 марта 1979 года. Всего выпущено 40 серий аниме. Сериал был дублирован на итальянском языке.

## Сюжет
Содзо Харан — выдающийся учёный, который проводит исследовательскую экспедицию на Марсе и создаёт супер-роботов с искусственным интеллектом. Такие роботы получают название Меганоиды (яп. メガノイド). Однако один из них вышел из-под контроля и убил профессора Харана со всей его семьёй. Выжил только 16-летний сын Бандзё Харан. Он сбегает с Марса на ракете и супер-роботом Дайтарном 3, созданным из особого марсианского металла. Теперь Бандзё уже 18 лет, он живёт в роскошном особняке и сражается с армией меганоидов и их лидером Дон Заузером. Бандзё помогают дворецкий Гаррисон, Рэйка, Татибана и сирота по имени Топпо. Вместе они должны остановить злых меганоидов, которые намереваются превратить всех людей в киборгов, веря, что таким образом усовершенствуют человеческую расу.

## MNNMСписок персонажей
- Бандзё Харан (яп. 破嵐 万丈) — главный герой истории. Ему 18 лет. Невероятно сильный, голыми руками способен перебить несколько меганоидов.  Не желает делать вреда людям. Сэйю: Судзуоки Хиротака
- Гаррисон Токида (яп. ギャリソン時田) — личный дворецкий Бандзё. Очень спокойный, воспитанный и вежливый, но одновременно и сильный, способный противостоять меганоидам. Хороший стрелок.
- Красотка Татибана (яп. ビューティフル・タチバナ) — или просто красотка. Помощница Бандзё. Блондинка и очень привлекательная, чем вызывает сильную зависть у Рэйки.
- Рэйка Сандзё (яп. 三条 レイカ) — бывший секретный агент интерпола. Привлекательная, но не такая сексапильная, как Татибана, в то же время и умная. Сэйю: Иноэ Ё
- Топпо (яп. トッポ（戸田 突太）) — мальчик-сирота. Часто попадает в неприятные ситуации. Играет комическую роль в аниме.
- Дон Заузер (яп. ドン・ザウサー) — глава меганоидов и первый созданный из них.
- Корос (яп. コロス) — главнокомандующая меганоидов. Девушка с длинными рыжими волосами. Очень жестокая.